# Лаврова, Анастасия Евгеньевна
Анастасия Евгеньевна Лаврова (род. 26 июля 1995 года в Акмоле, Казахстан) — казахстанский игрок в настольный теннис. Мастер спорта международного класса, многократная чемпионка страны в одиночном разряде, участница XXXII летних Олимпийских игр Токио-2020. 

## Биография
Анастасия Евгеньевна Лаврова родилась 26 июля 1995 года в городе Акмоле. С 2002 по 2013 годы училась в школе-гимназии № 22 города Астана.
В 7 лет записалась в секцию настольного тенниса ДЮСШ № 9, где начала заниматься под руководством тренера Геннадия Андреевича Герасименко.
В 2008 году на чемпионате Республики Казахстан в городе Экибастузе Анастасия занимает третье место в одиночном разряде и выполняет норматив спортивного звания «Мастер спорта Республики Казахстан».
В 2011 году в городе Актобе Анастасия в возрасте 15 лет сенсационно побеждает на Спартакиаде Республики Казахстан.
После успешного выступления на взрослой спартакиаде, Лаврова одерживает ряд побед на республиканских и международных турнирах и продолжает усиленную подготовку к чемпионату мира 2013 года в Париже. В этот период её зачисляют в состав национальной сборной команды Республики Казахстан.
В период с 2013 по 2017 год Анастасия больше сконцентрировалась на образовании, училась в Евразийском национальном университете имени Л. Н. Гумилева по специальности «Физическая культура и спорт». С 2017 по 2019 годы училась в Южно-Уральском государственном университете.
В 2018 году впервые побеждает на чемпионате страны в одиночном разряде.
В период с 2019 по 2021 годы играла в клубном чемпионате Испании в составе команды «C.T.M. Belcon Jerez».
В марте 2021 года принимает участие в региональном Олимпийском отборочном турнире в городе Доха (Катар). В полуфинале турнира побеждает участницу двух Олимпиад Неду Шахсавари из Ирана, а в финале выигрывает у чемпионки Узбекистана Мархабо Магдиеву со счетом 4:2. Первое место обеспечило ей участие в XXXII летних Олимпийских играх Токио-2020.
Президент Федерации настольного тенниса Казахстана Данияр Рустэмович Абулгазин встретился с Геннадием Герасименко, личным тренером Анастасии Лавровой и поздравил с успешным выступлением на квалификационном отборочном турнире, вручив сертификаты с премиями: Лавровой на сумму 5 миллионов, а личному тренеру на сумму 3 миллиона тенге.
Летом 2021 года Лаврова подписывает договор в качестве спортсмена-инструктора центра подготовки штатных команд центрального спортивного клуба Министерства обороны Республики Казахстан (ЦСКА).
В июле того же года в составе Олимпийской команды Казахстана направляется в город Токио для принятия участия в Олимпийских играх. В первом раунде встречается с лидером женской сборной команды Испании, трехкратной чемпионкой страны, победительницей Европейского Олимпийского отборочного турнира Марией Сяо, где уступает ей со счетом 1:4.
После Олимпийских игр в Токио, Лаврова подписывает новый контракт с клубом настольного тенниса «SV Schott» (Йена, Германия).
В период с 28 сентября по 5 октября 2021 года в городе Доха (Катар) проходит XXV чемпионат Азии по настольному теннису, на котором мужская и женская сборные команды впервые в истории Казахстана вошли в 8 лучших команд Азии и завоевали лицензии на 58-й чемпионат мира, который пройдет в Чэнду (КНР) в 2022 году.
За успешное выступление на континентальном первенстве Анастасия Лаврова вместе с представителями национальной сборной страны Айдосом Кенжигуловым, Аланом Курмангалиевым, Ирисбеком Артукметовым, Зауреш Акашевой, Сарвиноз Миркадировой, Анель Бахыт были представлены к спортивному званию «Мастер спорта международного класса».

## Спортивные достижения
- 2009 — 1-е место в спартакиаде Республики Казахстан;
- 2012 — 3-е место в молодежном чемпионате Республики Казахстан;
- 2013 — 1-е место в республиканской студенческой Универсиаде:
- 2013 — 1-е место в парном разряде лично-командного чемпионата Республики Казахстан;
- 2013 — 1-е место в III молодёжных спортивных Играх Республики Казахстан;
- 2017 — 2-е место в чемпионате Республики Казахстан;
- 2018 — 1-е место в чемпионате Республики Казахстан;
- 2019 — 1-е место в спартакиаде Республики Казахстан;
- 2019 — 1-е место в парном разряде на всероссийских соревнованиях среди студентов;
- 2020 — 2-е место в одиночном и смешанном разрядах, 3-е место в командном и в женском зачетах на чемпионате Республики Казахстан;
- 2021 — 2-е место в женском и смешанном парных разрядах, 2-е место в одиночном разряде, 3-е место в командном зачете;
- 2021 — участница XXXII летних Олимпийских игр Токио-2020.;
- 2021 — в составе сборной Казахстана вошла в число восьми сильнейших команд на XXV чемпионате Азии;
- 2021 — присвоение спортивного звания «Мастер спорта международного класса».

## Клубная карьера
- 2019—2021 — клуб настольного тенниса «C.T.M. Belcon Jerez» (Испания);[1]
- 2021 — по настоящее время — клуб настольного тенниса «SV Schott» (Германия).[5]